# Park Sang-won
Park Sang-won (født 14 september 2000) er en sydkoreansk fægter, der specialiserer sig i sabel.
Han repræsenterede Sydkorea ved sommer-OL 2024 i Paris, hvor han vandt guld i holdkonkurrencen.